# 木漏れ日ダイアリー
『木漏れ日ダイアリー』（こもれびダイアリー）は、テレビアニメ『あさっての方向。』のキャラクターソングが収録されたアルバムである。2006年12月6日に「からだ編」、2007年1月11日に「椒子編」がLantisから発売された。

## 概要
キャラクターソング2曲とそのインストゥルメンタル、各キャラのモノローグに加え、からだ編にはSuara、椒子編にはゆうまおによるイメージソングが収録されている。CDジャケットには、それぞれのキャラが本来の姿（五百川からだ：子供、野上椒子：大人）で描かれている。

## リリース一覧
トラック構成は1,3,7：モノローグ、2,4 - 6：キャラクターソング（5,6はインストゥルメンタル版）、8：イメージソング。

### からだ編
2006年12月6日発売。キャラクターソングとモノローグは五百川からだ（藤村歩）、イメージソングはSuara。
1. ありのままの笑顔 [1:49]
2. 大切だから玉子やき [3:46] 
作詞：ゆうまお、作曲：伊藤真澄、編曲：菊池達也
3. 入道雲を見上げながら [2:00]
4. 夏空スイートペイン [4:42]
作詞：ゆうまお、作曲・編曲：菊池達也
5. 大切だから玉子やき（Instrumental Arrange Version） [1:52]
6. 夏空スイートペイン（Instrumental Arrange Version） [2:01]
7. この道の先 [1:46]
8. なみだぐも [6:05]
作詞：巽明子、作曲・編曲：大久保薫

### 椒子編
2007年1月11日発売。キャラクターソングとモノローグは野上椒子（伊藤静）、イメージソングはゆうまお。
（全作詞・作曲：ゆうまお）
1. その花は咲く [1:37]
2. 戻れない証拠 [5:03] 
編曲：宅見将典
3. 失くしてきた光 [1:37]
4. すり傷と夕焼け [3:39]
編曲：岡ナオキ
5. 戻れない証拠（Instrumental Arrange Version） [1:39]
6. すり傷と夕焼け（Instrumental Arrange Version） [1:37]
7. あなたかも知れない [1:46]
8. a direction of the day after tomorrow [5:24]
編曲：菊谷知樹